# اولاد نجم بهجوره
اولاد نجم بهجوره (به عربی: أولاد نجم بهجورة)، روستایی از توابع نجع حمادی در استان قنا و کشور مصر است.

## جمعیت
براساس سرشماری سال ۲۰۰۶ مصر، جمعیت آن ۹۷۸۴ نفر(۴۹۶۵ مرد و ۴۸۱۹ زن) بوده‌است.